# Staten van Holland en West-Friesland

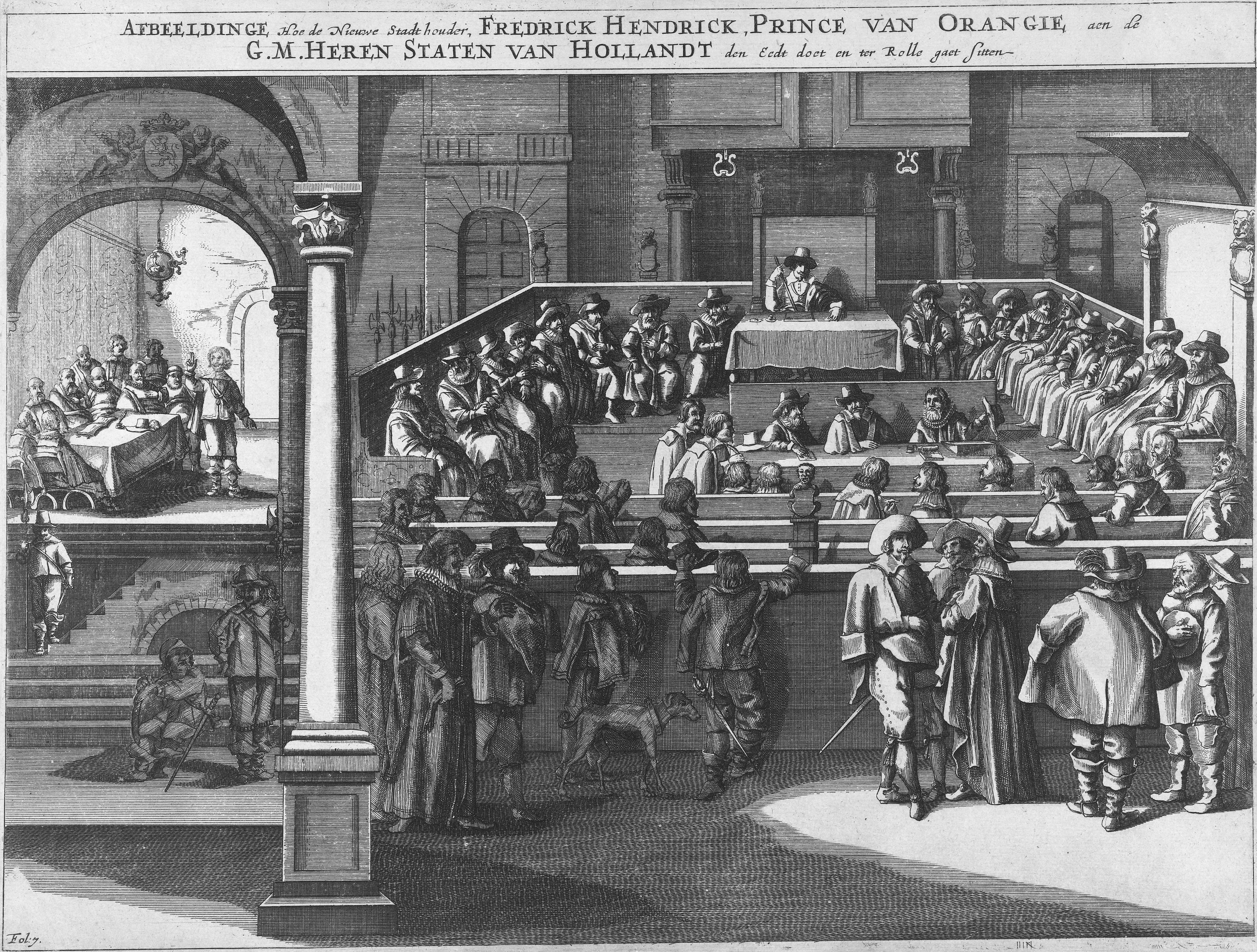
Vergadering van de Staten van Holland in 1625

De Staten van Holland, later de Staten van Holland en West-Friesland geheten, vormden aanvankelijk een adviescollege van de graaf van Holland en vanaf de Opstand het hoogste bestuursorgaan van het gewest Holland en West-Friesland. In de Zoen van Delft van 1428, het vredesverdrag tussen Jacoba van Beieren en  Filips van Bourgondië dat een einde maakte aan de Hoekse en Kabeljauwse twisten, is de eerste vermelding te vinden. Hierin werd de status van de Staten van Holland door de hoogste machthebbers bevestigd.

## Structuur

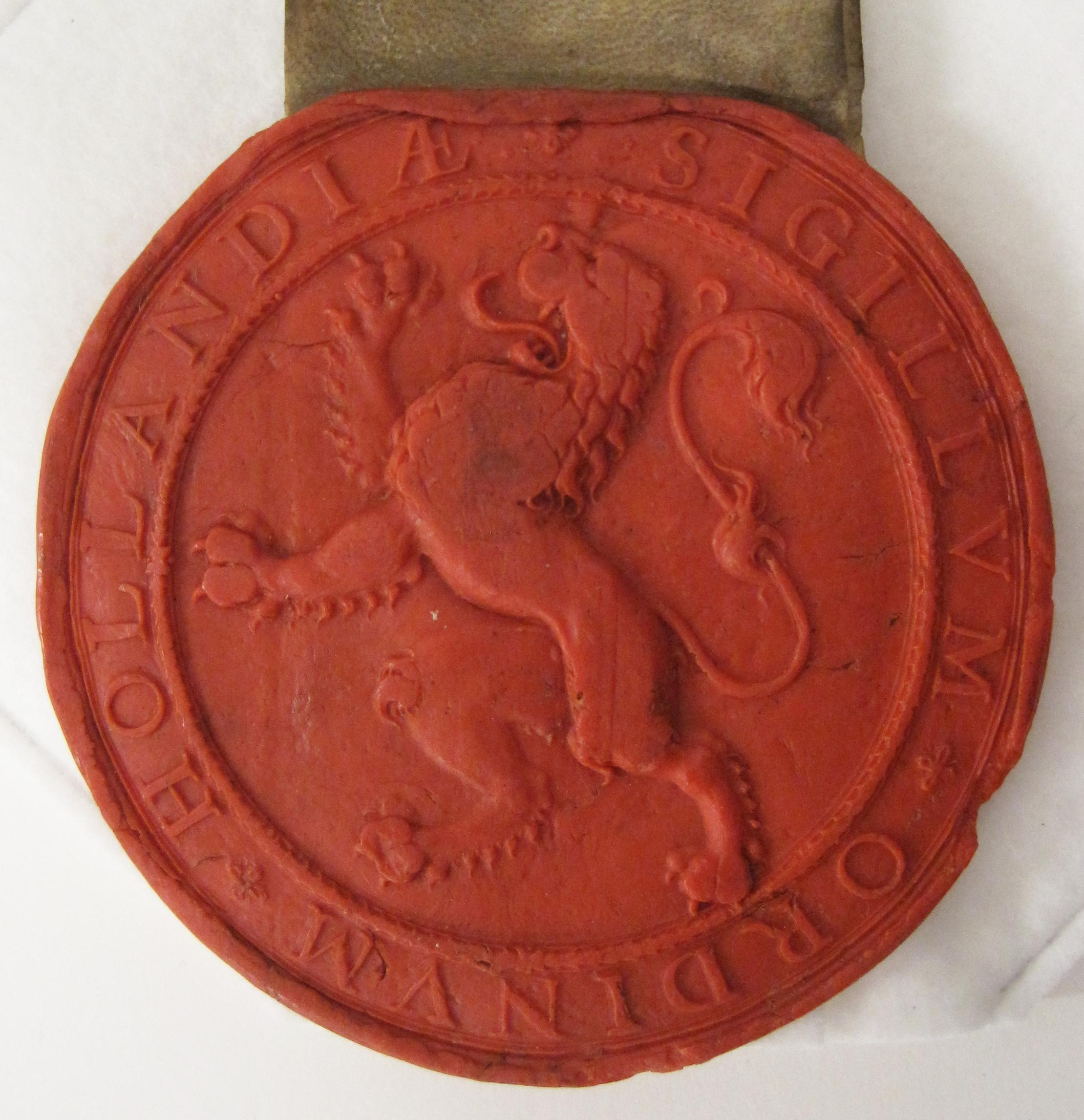
Grootzegel van de Staten van Holland en West-Friesland (1609)

In de Bourgondische Nederlanden bestonden de Staten van Holland uit afgevaardigden van de Ridderschap en de zes grootste steden, Dordrecht, Haarlem, Delft, Leiden, Amsterdam en Gouda. De Ridderschap had hierbij één stem, net als de afzonderlijke steden. Opvallend was de afwezigheid van de geestelijkheid in het bestuur. Bij het stemmen bracht de afgevaardigde van de Ridderschap als eerste zijn stem uit, gevolgd door de steden in de traditionele volgorde waarop ze hiervoor vermeld zijn. Na 1572 werd het aantal zgn. stemhebbende steden uitgebreid, en sinds 1608 werden de achttien voornaamste steden voor vergaderingen opgeroepen. De genoemde achttien steden waren:
Zuiderkwartier: Dordrecht, Haarlem, Delft, Leiden, Amsterdam, Gouda, Rotterdam, Gorinchem, Schiedam, Schoonhoven, Brielle.
Noorderkwartier: Alkmaar, Hoorn, Enkhuizen, Edam, Monnickendam, Medemblik, Purmerend.
De vergaderingen van de Staten van Holland werden geleid door de landsadvocaat, na 1621 raadpensionaris geheten. De Staten van Holland kwamen ten minste viermaal per jaar bij elkaar, of zoveel vaker als nodig werd bevonden. Beslissingen werden bij meerderheid van stemmen genomen en hoefden niet overgenomen te worden door de steden, die een grote mate van autonomie hadden.

## Taken
Samen met de staten van de andere gewesten benoemden zij de leden van de Staten-Generaal van de Nederlanden. Voor 1572 waren de staten een adviescollege, dat voornamelijk over belastingzaken beraadslaagde en onregelmatig bijeenkwam. Na 1572 kwamen zij minimaal viermaal per jaar bijeen en vergaderden meer dan 200 dagen per jaar, tegenover zo'n 60 dagen daarvoor.
Voor de uitvoering van de besluiten van de Staten ontstonden tijdens de Opstand in de praktijk permanente commissies, die een groot deel van het bestuurlijk gezag van de Staten overnamen. Deze bestuurlijke colleges, Gecommitteerde Raden geheten, beheerden de financiën, zagen toe op krijgsmacht en vloot en spraken recht wanneer het belang van de provincie betrokken was. Na 1585 konden in de Statenvergadering nog slechts onderwerpen besproken worden die door de Gecommitteerde Raden naar voren waren gebracht.
Doordat Holland zo'n 58% van de begroting van de Republiek voor zijn rekening nam, had het binnen de Staten-Generaal een doorslaggevende stem. Binnen de Staten van Holland waren de ridderschap en Amsterdam de belangrijkste leden. De ridderschap had het recht als eerste te spreken en te stemmen.

## Geschiedenis

### Staten
Zoals elke leenman zijn leenheer met raad en daad — consilium en auxilium — moest bijstaan, had ook de graaf van Holland van oudsher edelen rond zich. Onder Willem II (1234-1256) ontstond er een vergadering die voor langere tijd bijeen bleef, waarmee zich een raad begon af te tekenen zonder dat deze formeel was beschreven. Vanaf de tweede helft van de dertiende eeuw kregen de steden onder Floris V (1256-1296) enige invloed in het bestuur van het graafschap. Naast de hoge edelen maakten vanaf graaf Floris V ook lage edelen deel uit van deze grafelijke raad, de curia comitis. Daarnaast was er ook nog sprake van het commune consilium, de gezamenlijke raad. Onder graaf Willem V (1354-1358) nam de raad het bestuur waar tijdens diens afwezigheid. Willem V liet de grafelijke raad en de steden overleg voeren in wat dagvaarten werden genoemd. Pas vanaf het begin van de vijftiende eeuw hadden ook niet-edelen sporadisch een plaats in de grafelijke raad.

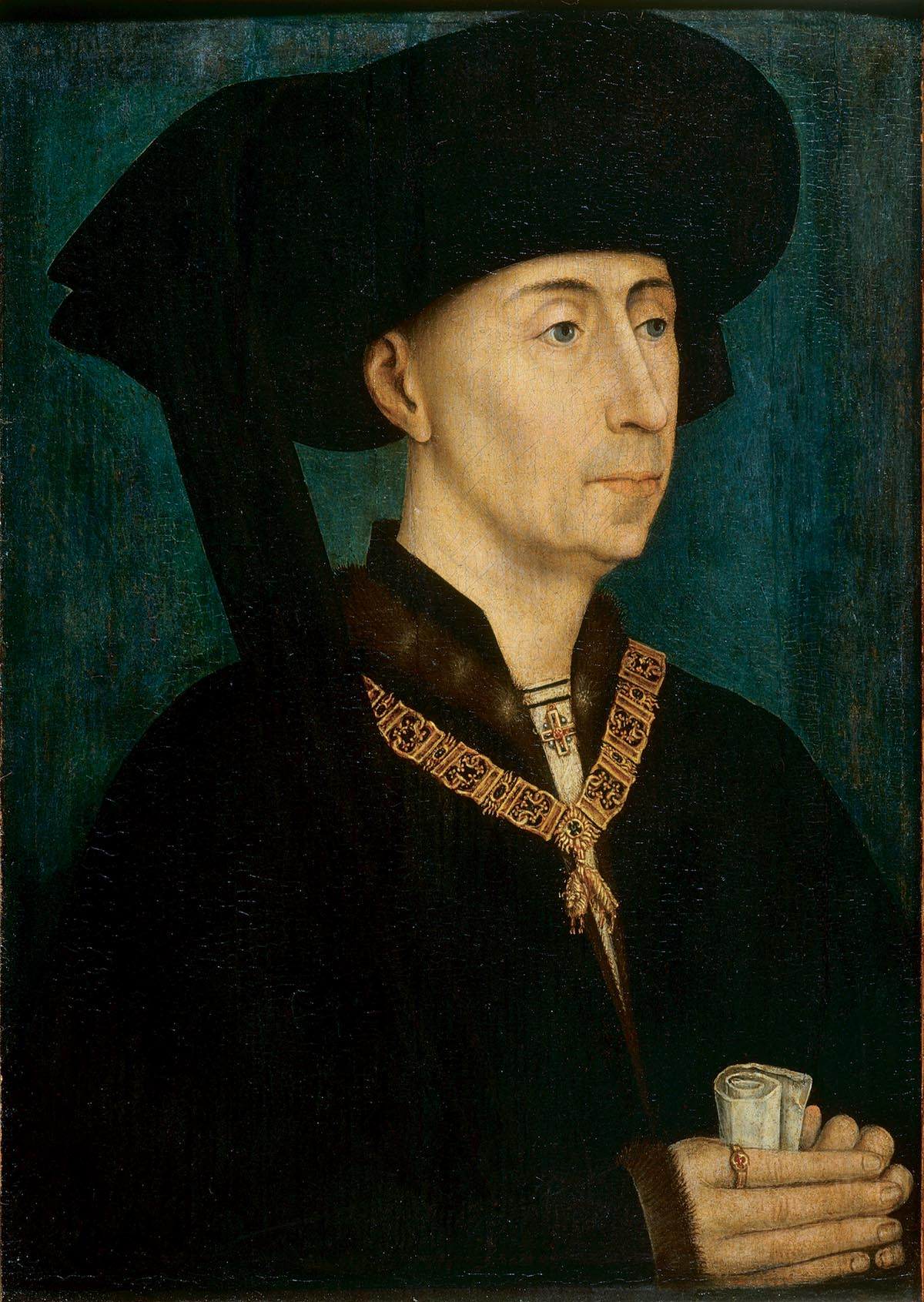
Filips de Goede verkreeg de macht in Holland met de Zoen van Delft, waarin de Staten van Holland voor het eerst genoemd worden.

Van oudsher waren er de hoge edelen geweest, afkomstig uit de oeradel. Daarnaast hadden de ministerialen, van oudsher van onvrije afkomst, zich ontwikkeld tot ridderschap. Het prestige van deze groep steeg dusdanig dat ook edelen de riddertitel begonnen te voeren. Het onderscheid van de adel als stand en de ridderschap als klasse begon te vervagen, zonder overigens volledig te verdwijnen. De vorming van de steden als stand bij de dagvaarten zorgde ervoor dat in de vijftiende eeuw ook de ridderschap zich als stand begon te presenteren. De grafelijke raad kwam uit slechts edelen te bestaan, ook wel consilium dominorum of militia genoemd.
Onder Filips de Goede (1433-1467) kwam de term staten in gebruik voor standen. In de Zoen van Delft van 1428 werd de status van de Staten van Holland formeel bevestigd. Aanvankelijk werden ook de kleine steden en de dorpen van het platteland geraadpleegd. Dit werd in de vijftiende eeuw steeds minder gebruikelijk en werden de dorpen nog maar zelden uitgenodigd om de dagvaarten bij te wonen. Uiteindelijk accepteerde men dat de ridderschap het platteland vertegenwoordigde.

#### Van adviesorgaan naar soevereine Staten
Nadat graaf Bossu — die in 1567 in plaats van Willem van Oranje stadhouder van Holland, Zeeland en Utrecht was geworden — in juli 1572 een spoedvergadering van de Staten bijeenriep in het nog koningsgezinde Den Haag, nam Dordrecht het initiatief tot een alternatieve vergadering. In deze Eerste Vrije Statenvergadering van 1572 schaarden de Staten zich achter de verklaring van Oranje dat hij nog steeds stadhouder van Holland, Zeeland en Utrecht was en beschermer van de gehele Nederlanden bij afwezigheid van de koning. Hoewel de Staten pretendeerden hierbij de rechten van koning Filips II te respecteren met de bewering dat zij traditioneel al uit eigen beweging bijeen kwamen, was dit feitelijk een revolutionaire daad. De Staten van Holland hanteerden na 1572 de fictie dat koning Filips II graaf van Holland was gebleven, echter met de notie dat Oranje de stadhouder was gebleven, als plaatsvervanger van Filips II.
Oranje had daarmee de belangrijkste rol in het bestuur dat de Staten overnamen van het Hof van Holland. Deze hield nog tot ver in de zestiende eeuw politieke bevoegdheden, maar beperkte zich steeds meer tot gerechtelijke aangelegenheden. Na het vertrek van Willem van Oranje naar Brussel in 1577 nam de zelfstandigheid van de Staten toe.

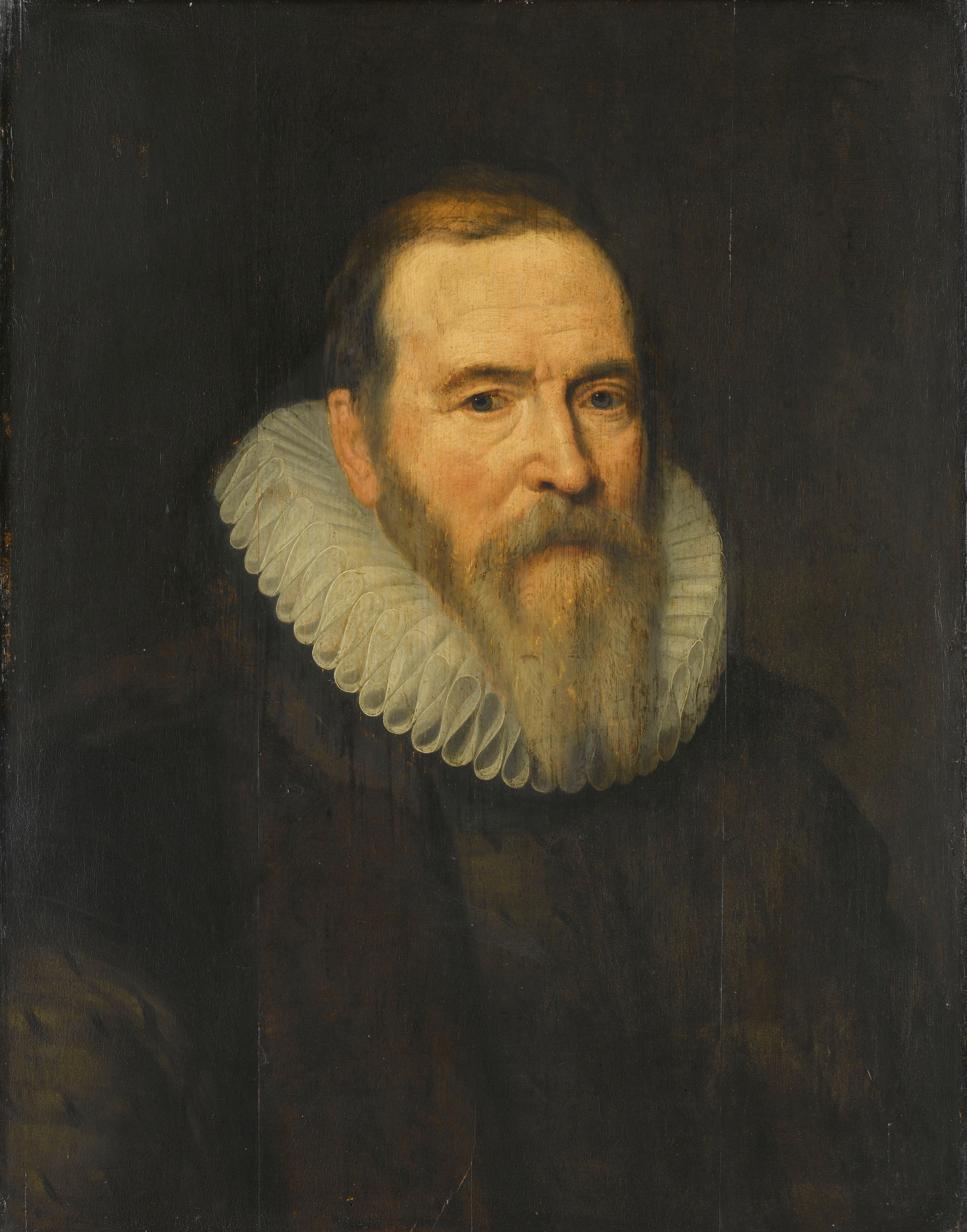
Landsadvocaat Johan van Oldenbarnevelt.

In 1581 verklaarde de, tussen 1578 en 1583, in Antwerpen gevestige Staten-Generaal met de Akte van Verlating dat Filips II voortaan vervallen was van de soevereiniteit van de Nederlanden. Er ontstond een theoretisch machtsvacuüm dat met de moord op Oranje in 1584 een praktisch machtsvacuüm werd. Vlak voor zijn dood waren de Staten van Holland van plan geweest Oranje tot graaf van Holland te verheffen. De Staten durfden het nu niet aan om zijn jongere zoon Maurits te verheffen, temeer daar Oranjes oudste zoon, de katholiek gebleven prins Filips Willem, zou worden gepasseerd. Er werd zodoende gekeken naar een buitenlandse vorst als landsheer voor de Nederlanden. Na de negatieve ervaringen met de hertog van Anjou en de graaf van Leicester — wiens streven naar een centraal landsbestuur in Utrecht de aan een bepaalde mate van autonomie gewende gewesten niet aanstond — werd in de Justificatie of Deductie vastgelegd dat de soevereine macht bij de Staten-Generaal kwam te liggen. De Nederlanden zouden voortaan onafhankelijk van buitenlandse vorsten zijn.

#### Machtsstrijd tussen de Staten en de stadhouders

##### Staten (Van Oldenbarnevelt) vs. Maurits
In het machtsvacuüm na 1584 werd in 1586 Johan van Oldenbarnevelt als landsadvocaat voorzitter van de Staten van Holland. Hoewel hij formeel gezien slechts een woordvoerder was, slaagde Van Oldenbarnevelt erin zich via deze functie omhoog te werken. Hij leidde vergaderingen en alle besluiten en uitgaande stukken gingen via zijn hand. Hij wist te bereiken dat niet de Raad van State, maar de Staten-Generaal van de Nederlanden het hoogste bestuursorgaan werd. Omdat Van Oldenbarnevelt zitting had in de Staten-Generaal, kon hij op deze manier zijn macht en invloed verder uitbreiden en in de praktijk kon niemand om hem heen. Na de dood van prins Filips Willem (1554-1618) was Maurits prins van Oranje geworden en kwam hij in een hevig conflict met Johan van Oldenbarnevelt, met als inzet de soevereiniteit van de Nederlanden, in het bijzonder die van Holland. In 1585 was de 18-jarige Maurits stadhouder van Holland geworden, maar met de Justificatie of Deductie was deze functie ondergeschikt geworden aan de Staten van Holland als soeverein. In 1619 leidde het conflict met Van Oldenbarnevelt tot diens executie, waarbij Maurits de facto de functie van soeverein overnam van de Staten. Maurits werd opgevolgd door zijn halfbroer Frederik Hendrik (1625-1647) en diens zoon Willem II (1647-1650).

##### Staten (Johan de Witt) vs. Willem III
Na de Vrede van Münster van 1648, waarbij de formele onafhankelijkheid van de Republiek der Verenigde Nederlanden werd erkend, ontstond na de plotselinge dood van stadhouder Willem II in 1650 een nieuw machtsvacuüm. Kort daarvoor had de stadhouder een mislukte aanslag op Amsterdam gedaan en zes bestuurders van de Loevesteinse factie enkele weken gevangen gezet op Slot Loevesteijn. Zijn staatsgreep mislukte en werd snel vergeten door zijn opvolgende dood. Mede met de herinnering aan de eerdere machtsstrijd tussen stadhouder Maurits en de Staten van Holland werd geen nieuwe stadhouder van Holland benoemd. De soevereine macht van de Staten van Holland na de Justificatie of Deductie werd hiermee hersteld en zou duren tot het eind van het Eerste Stadhouderloze Tijdperk in 1672. In 1654 sloot Johan de Witt de Vrede van Westminster met Engeland door een geheim bijvoegsel te aanvaarden, de Akte van Seclusie. In deze akte beloofden de Staten van Holland dat zij nooit meer een nakomeling van Willem II tot stadhouder van Holland zouden kiezen. De Staten van Holland maakten van het stadhouderloos tijdperk gebruik om een deel van het stadhouderlijk paleis aan het Binnenhof af te breken en daar een vergaderzaal te laten bouwen. Daartoe gaven zij in 1655 een opdracht aan de bouwmeester Pieter Post. In 1667 werd het Eeuwig Edict aangenomen, waarmee het stadhouderschap onverenigbaar werd verklaard met het kapitein-generaalschap.
Aan de stadhouderloze periode kwam een abrupt eind door de moord op Johan de Witt en diens broer Cornelis de Witt in het Rampjaar 1672. Het Edict werd door alle gewesten herroepen en het stadhouderschap in ere hersteld ten gunste van Willem III. Als gevolg van het overlijden van koning-stadhouder Willem III in 1702 brak het Tweede Stadhouderloze Tijdperk aan. Deze periode duurde van 1702 tot 1747. Daar de Staten van Holland en Zeeland het stadhouderschap erfelijk hadden verklaard voor de nakomelingen van Willem III, en deze kinderloos overleed, werd besloten af te zien van benoeming van een opvolger.

##### Staten en Willem IV (1747)

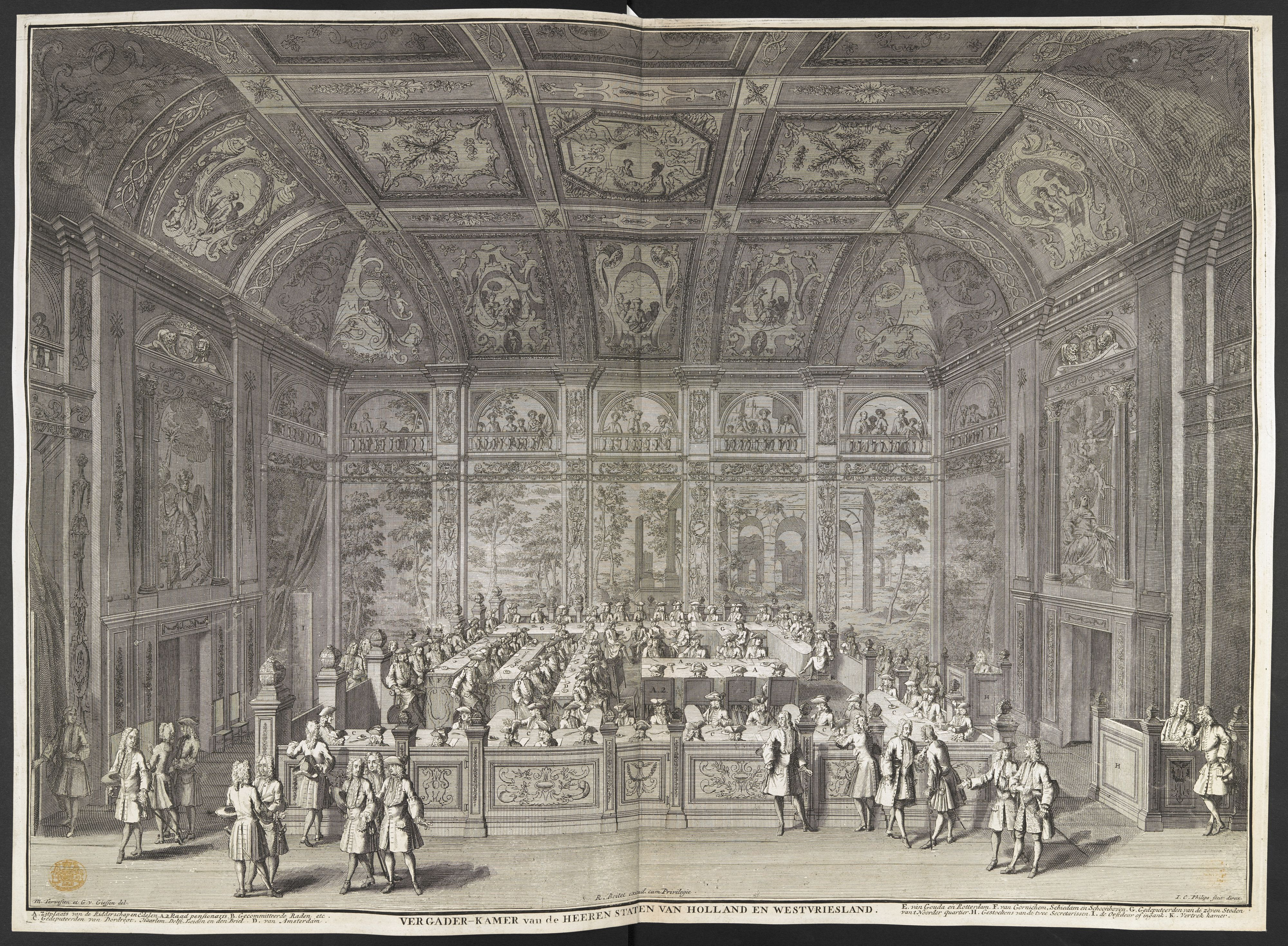
Vergadering van de Staten in de periode 1730-1750

Evenals in 1672 was de militaire situatie in 1747 penibel. De Republiek koos in 1747 tijdens de Oostenrijkse Successieoorlog de kant van Oostenrijk, om zo de zuidelijke, Oostenrijkse Nederlanden als bufferzone tussen de Republiek en Frankrijk in stand te houden. Hierop vielen Franse troepen de Zuidelijke Nederlanden binnen. De Barrièresteden werden eenvoudig ingenomen en in enkele weken veroverden de troepen van Lodewijk XV de belangrijkste plaatsen in Zeeuws-Vlaanderen. In paniek werd prins Willem IV op 2 mei 1747 benoemd tot kapitein-generaal en stadhouder van alle gewesten van de Republiek, waarmee opnieuw een eind kwam aan de soevereine positie van de Staten. Alle zeven gewesten besloten in 1747 bovendien de functie van stadhouder en kapitein-generaal van het leger na zijn overlijden over te laten gaan op zijn oudste zoon, waarmee het stadhouderschap met Willem IV erfelijk na een mislukte poging door koning-stadhouder Willem III werd.
De Staten van Holland werden na de Franse inval en de Bataafse omwenteling in 1795 vervangen door de Provisionele Representanten van het Volk van Holland.

### Gecommitteerde Raden
Tijdens de opstand tegen het Spaanse gezag ontstonden voor noordelijk en zuidelijk Holland afzonderlijke bestuurscolleges. Een eerste stap was in 1574 de afzonderlijke bijeenkomsten van enkele Noord-Hollandse steden, Alkmaar, Hoorn, Enkhuizen, Edam, Monnickendam, Medemblik en Purmerend. Deze waren vooral na het beleg en de val van Haarlem afgesneden van de prinsgezinde steden bezuiden het IJ en konden niet meer in de Staten in Den Haag verschijnen. Uit deze vergaderingen ontstonden wat naderhand de Gecommitteerde Raden van Westfriesland en het Noorderkwartier is gaan heten (volledig: Het Kollege der Gecommitteerde Raden van de Staten van Holland en Westfriesland in Westfriesland en het Noorderkwartier). Daarna ontstonden ook de Gecommitteerde Raden van het Zuiderkwartier (1584).
Pogingen om de deze raden samen te voegen, strandden op de drang naar zelfstandigheid van het Noorderkwartier. Dit was vooral op het vlak van financiën dusdanig onwerkbaar dat in 1751 de beide raden werden gedwongen samen te werken, waardoor zij in feite als één naar buiten kwamen. Met de instelling van de Provisionele Representanten van het Volk van Holland in 1795 werden de Gecommitteerde Raden vervangen door drie colleges, het Comité van Algemeen Welzijn, van Militaire Zaken en van Financiën. In de maanden daarna werden nog twaalf comités opgericht.